# Никифорова, Екатерина Сергеевна
Екатерина Сергеевна Никифорова (род. 21 августа 1997 года, Иркутск) — российская легкоатлетка, специализирующаяся в прыжках с шестом и в длину, бег с барьерами.Серебряный призёр Сурдлимпийских игр 2017 года. Призёр и золота чемпионатов мира, многократная чемпионка России (2015-2025) и Европы (2018) среди глухих.. Заслуженный мастер спорта России (2018).

## Биография
Екатерина Сергеевна Никифорова родилась 21 августа 1997 года в Иркутске. Окончила среднюю школу № 75.
Тренировалась в ШВСМ "Школа высшего спортивного мастерства" и ЦСП "центре спортивной подготовки по сборной Иркутской области" под руководством Сергея Юрьевича Ананьева и Ирины Николаевны Беловой
Входит в состав Сурдлимпийской сборной России. В 2016 году на чемпионате мира среди глухих в Болгарии заняла второе место в прыжках с шестом. В 2017 году на Сурдлимпийских играх в Самсуне стала серебряным призёром в прыжках с шестом, а также заняла 6 место в прыжках в длину. В 2018 году на чемпионате Европы в помещении среди глухих в Белоруссии стала чемпионкой в прыжках в длину.

## Основные результаты
| Год  | Соревнования                 | Место проведения       | Дисциплина | Место | Результат |
| ---- | ---------------------------- | ---------------------- | ---------- | ----- | --------- |
| 2016 | Чемпионат мира               | Стара-Загора, Болгария | шест       | 2     | 3,00 м    |
| 2017 | Сурдлимпийские игры          | Самсун, Турция         | шест       | 2     | 3,30 м    |
| 2017 | Сурдлимпийские игры          | Самсун, Турция         | длина      | 6     | 5,20 м    |
| 2018 | Чемпионат Европы в помещении | Гомель, Белоруссия     | длина      | 1     | 5,70 м    |
| 2019 | Чемпионат Мира в помещении   | Таллинн, Эстония       | длина      | 2     | 5,58 м    |
| 2019 | Чемпионат Мира в помещении   | Таллинн, Эстония       | 60 м с/б   | 3     | 9,00 с    |
| 2019 | Чемпионат Европы             | Ваттеншайд, Германия   | длина      | 2     | 5,95 м    |
| 2021 | Чемпионат Мира               | Люблин, Польша         | шест       | 1     | 3,50 м    |
|      |                              |                        | длина      | 3     | 5,63 м    |